# Dławigad indyjski
Dławigad indyjski (Mycteria leucocephala) – gatunek ptaka z rodziny bocianów (Ciconiidae) występujący w południowej i południowo-wschodniej Azji. Nie jest zagrożony wyginięciem. Nie wyróżnia się podgatunków.

## Morfologia
Wygląd
Upierzenie tułowia łącznie z szyją jest w przeważającej części białe. Czarne pióra widoczne są na skrzydłach, ogonie, oraz na piersi, tworząc na niej charakterystyczny pas. Głowa dorosłego osobnika jest w kolorze pomarańczowym i pozbawiona piór. Dziób jest lekko zakrzywiony ku dołowi i ma intensywną ciemnożółtą barwę. Ubarwienie nóg i stóp od różowoczerwonego po brązowawoczerwone. Charakterystyczne dla tego gatunku dławigadów jest różowe zabarwienie piór na ogonie i skrzydłach.
Samice i samce wyglądają podobnie. W parach samce są przeważnie większe od samic.
Wymiary
- wysokość stojącego ptaka: 93–100 cm[8].

Masa ciała2–3,5 kg.

## Zasięg występowania
Występuje od Pakistanu (nielicznie, głównie w rejonie delty Indusu), Indii i Sri Lanki po Indochiny. Po sezonie lęgowym niektóre populacje rozpraszają się, osiągając Pakistan, północno-wschodnie Indie, Bangladesz czy Półwysep Malajski. Latem często zalatywał też do południowych Chin i prawdopodobnie się tam gnieździł, obecnie jest tam bardzo rzadki, a być może już wymarł.

## Ekologia i zachowanie
Biotop
Bagna, tereny podmokłe, okolice rzek, jezior, zalane pola, rzadko również wybrzeża i solniska.
Pożywienie
Żywi się niemal wyłącznie rybami, przeważnie liczącymi od 5 do 25 cm długości. Niekiedy zjada też gady, płazy bezogonowe, skorupiaki i owady.
Rozmnażanie
Samica składa od 2–5 jaj w gnieździe na drzewie. Obserwowano długość wysiadywania od 27 do 32 dni. Młode do wieku około trzech tygodni są niemal cały czas pod opieką dorosłych. Zaczynają ćwiczyć używanie skrzydeł mając około 25–30 dni, jednak zdolność lotu uzyskują dopiero po 60–70 dniach życia.

## Status
Międzynarodowa Unia Ochrony Przyrody (IUCN) od 2023 roku uznaje dławigada indyjskiego za gatunek najmniejszej troski (LC – Least Concern). Wcześniej, od 1994 roku uznawany był za gatunek bliski zagrożenia (NT – Near Threatened), a od 1988 roku jako gatunek najmniejszej troski (LC – Least Concern). Liczebność światowej populacji szacuje się na około 20–60 tysięcy dorosłych osobników. Globalny trend liczebności populacji uznawany jest za powolnie rosnący.